# 타카기 와타루 (명탐정 코난)
타카기 와타루(일본어: 高木渉, たかぎ わたる)는 아오야마 고쇼의 만화 《명탐정 코난》에 등장하는 인물이다.

## 개요
경시청 형사부 수사1과 강행범 수사 3계의 순사부장을 맡는 형사이며, 나이는 26세 안팎이다.
메구레 경부와 함께 사건 수사를 맡는 경우가 많다. 호인好人 곧 마음씨가 좋은 사람이라 코난이나 소년 탐정단의 이야기를 잘 들어주고 때로는 이를 통해 사건을 해결하는 실마리를 찾기도 한다. 그것 때문인지 소년 탐정단과의 사이는 매우 좋으며 사건에 대한 조사를 많이 의뢰받는다.
일을 열심히 하다가도 연행 중의 범인을 놓치거나 마약을 밀수,밀매한 일당중 경찰에 체포된 일원을 고속철도로 호송도중 제대로 관리를 못해 죽게한 적도 있어서 사토 형사와 함께 감봉 처분을 받은 적도 있다. 참고로 큰 돈을 내서 산 반지가 사건 때문에 물에 가라앉고 사토 형사에게 제대로 고백한 적이 없었지만 치바 형사나 소년탐정단 등 주위의 도움을 받는 등 여러 사건을 통해 사토 형사와 가까워지고 있다.
사토 미와코보다 나이가 2살 어리고 계급도 아래라서 항상 존댓말을 쓰고 있다. 그녀를 예전부터 짝사랑해 왔지만 특별한 진전이 없다가, 18년 전 사토의 아버지가 순직했던 미제 사건 및 마츠다 형사를 순직하게 만든 폭탄범 사건을 해결하고 나서는 상당한 진전이 있었다.  그러나 시라토리 경부를 비롯한 다른 남자 형사들의 견제가 만만치 않았다.  그러다가 시라토리 경부와 고바야시 선생과의 교제가 시작되고 나서 그러한 방해는 없어졌다. 마츠다 형사와는 어딘가 닮은 점이 있는데, 특히 다카기가 잠복을 목적으로 변장한 모습에서 많이 닮았다.
프로레슬링에 대해서는 전문가 수준이며 그것이 사건과 밀접하게 관련되었을 때 너무 흥분하여 자신이 아는 것을 많이 말해버리는 바람에 메구레 경부로부터 얻어맞기도 했다.  그 외에도 비디오 수집등의 취미가 있으며, 담배를 피우지 않는다.
연상 연하를 가리지 않고 기본적으로 경어를 쓰고 있으며, 아이들에게는 생각보다 정중하게 이야기를 하지만, 치바 형사에게는 그렇지 않다.  계급이 높은 사람에게는 그 사람의 성 뒤에 계급을 붙여서 부르며, 계급이 같은 경우는 그 사람의 성 뒤에 씨(さん)를 붙여서 부른다.  아이들에게는 친숙하게 부를 때 쓰는 호칭(君이나 ちゃん)을 붙이나 치바 형사에게는 그냥 성만 부른다.
자신을 지칭할 경우에 상사나 소년 탐정단과 이야기를 하는 경우에는 "나(僕)"로, 치바 형사에게 말하거나 자신이 스스로 생각하는 경우에는 “나(オレ)”로 지칭한다.  가끔 사건 수사를 할 때는 “저(私)”로 하기도 한다.
괴도키드와 루팡 3세가 타카키 형사로 변장을 한적이 있었다.

## 등장 배경
원래 타카기 와타루 형사는 단행본에 없는 캐릭터였다. 다만 애니메이션 오리지널 에피소드에서 엑스트라로 등장하여 상황을 설명하던 형사가 이후로도 계속 등장하였는데, 이 캐릭터를 맡은 성우는 겐타 역으로 출연중이던 타카기 와타루였다. 그러다가 메구레 쥬죠 역의 챠후린이 애드립으로 그 형사에게 이름을 물었고 순간 당황한 타카기가 자신의 이름을 말한 데에서 타카기 와타루란 이름이 붙여졌다. 이후 원작자 아오야마 고쇼가 본격적으로 형사 몇 명을 레귤러 캐릭터로 그리면서 타카기 형사를 이에 포함, 마침내 단행본에도 나오게 된 것이다.
애니메이션에서 처음 등장했을 때는 머리색깔이 검은색이었고 헤어스타일도 전체적으로 뭉뚱그려진 모습이었으나, 얼마 못 가 갈색 머리에 앞쪽으로 삐죽한 스타일로 바뀌었다. 반면 원작에서는 오히려 애니메이션 첫 등장 당시와 흡사한 모습이었다. 이후 애니메이션에서의 모습이 점차 원작의 모습과 비슷해져 현재에 이르고 있다. 참고로 단행본에서는 18권에 “다카기입니다.”라고 통화하는 장면에서 첫 등장하였으며, 애니메이션의 경우 21화에 이름없는 형사로 처음 등장한 후, “다카기”라는 이름으로 66화에 등장하게 되었다.

## 성우진
일본어판 성우는 코지마 겐타의 담당 성우인 타카기 와타루로 등장인물과 이름이 같다. 한국어 더빙판은 1기에서는 故 김관진과 이원준이 맡았으며 2기부터 현재까지 김광국이 담당하고 있다.  영어 더빙판은 더그 버크스(Doug Burks)가 맡았다.

## 차량
그의 수사용 차량은 1998 닛산 스카이라인 25GT 터보 (R34 후륜구동 4도어 세단)이며, 극장판 13기에서 전면 앞바퀴가 검은 조직의 멤버 저격수인 키안티와 코른의 총격에 의해 타이어 펑크가 나기도 하였으나 다카키 형사가 지금까지 몰고 다니는 수사 차량이다. 또한 개인 자가용인 토요타 퍼블리카 (신진 퍼블리카)가 있기는 하지만 많이 낡아서 소년탐정단들을 데리고 도쿄에서 가까운 군마현까지 차를 몰고 가는 것도 힘겹다. 또한 오래된 차량이다 보니 차량에 에어컨도 설치가 되지 않았다고 다카키 형사가 직접 언급하기도 하였다.

## 각 언어판별 이름
한국어 더빙판에서는 신형선이라는 이름으로 나오며, 해외판에서는 해리 와일더(Harry Wilder)라는 이름으로 나온다.